# Aghbal
Aghbal is een stad en een gemeente in de provincie (wilaya) Tipaza in het noorden van Algerije.

## Bestuurlijke indeling
De gemeente Aghbal bestaat uit tien plaatsen:
- Aghbal
- Belafia
- Béni Bekhti
- Béni Nador
- Khirnas
- Solaya
- Zadra
- H'dadoua
- Chahafa
- Tizi Laezib